# Војвођански центар за учење на даљину
Војвођански центар за учење на даљину (скраћено: Центар за учење на даљину или Центар за е-учење) је непрофитна образовно-едукативна организација формирана од стране војвођанског Покрајинског секретаријата за образовање и културу и Средње машинске школе из Новог Сада.
Центар је званично почео са радом свечаним отварањем 28. јануара 2008. у просторијама новосадске Средње машинске школе.

## Историја
Иако је претходно било најављено отварање за крај 2007, Војвођански центар за учење на даљину званично је отворен 28. јануара 2008. од стране др. Јегеш Золтана, покрајинског секретара за образовање и културу. Идеја за формирање оваквог центра јавила се још током 2005. када је и званично од директора Средње машинске школе, проф. Јована Вукчевића, безуспешно послат пројекат Министарству за образовање и културу.
Пројекат је ауторско дело проф. Зорана Растовића коме су се прикључили проф. Бранко Шипка а потом и Радован Јелача. Већ на самом почетку идеја о е-учењу наишла је на велике економске проблеме. Недостатак новца и помоћи министарства били су узроци спором развоју Центра.